# Afera gruntowa
Afera gruntowa – potoczna nazwa afery korupcyjnej w Polsce, która wybuchła latem 2007, doprowadzając do dymisji wiceprezesa Rady Ministrów i ministra rolnictwa Andrzeja Leppera 9 lipca 2007. Afera również doprowadziła do rozpadu rządzącej wówczas koalicji Prawa i Sprawiedliwości, Ligi Polskich Rodzin oraz Samoobrony Rzeczypospolitej Polskiej.

## Powstanie sprawy
Według informacji przekazywanych przez media sprawa  rozpoczęła  się od rozpowiadanych przez dwóch biznesmenów informacji o tym, jakoby mogli oni odrolnić każdą działkę w Polsce. Agenci Centralnego Biura Antykorupcyjnego, mając na celu ujawnienie szczegółów sprawy, rozpoczęli wobec nich prowokację. Agenci podstawieni przez Centralne Biuro Antykorupcyjne, podając się za przedsiębiorców ze Szwajcarii, zaproponowali im łapówkę w zamian za pomoc w odrolnieniu działki w Muntowie.
Podczas akcji, funkcjonariusze Centralnego Biura Antykorupcyjnego weszli rzekomo w posiadanie informacji mówiących o tym, że część łapówki ma trafić do Andrzeja Leppera, Janusza Maksymiuka i jeszcze jednej osoby.

## Ujawnienie afery

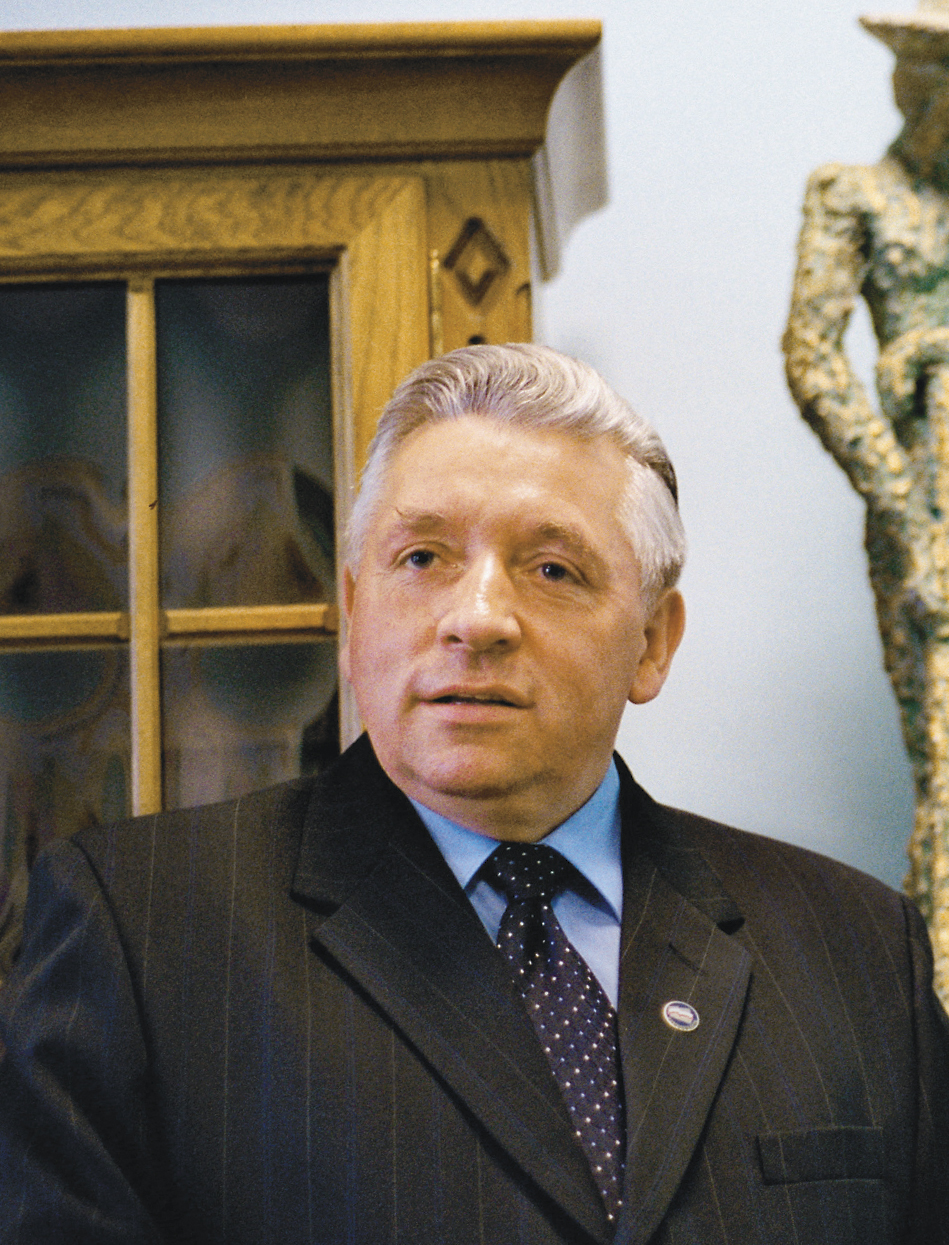
Andrzej Lepper

Sprawa została ujawniona 9 lipca 2007 roku po tym, gdy ówczesny Prezes Rady Ministrów Jarosław Kaczyński zdymisjonował Andrzeja Leppera. Ujawniono to, że trzy dni wcześniej agenci Centralnego Biura Antykorupcyjnego zatrzymali jego współpracownika Piotra Rybę oraz prawnika Andrzeja Kryszyńskiego, którzy w imieniu Andrzeja Leppera i swoim mieli domagać się łapówki w zamian za pomoc w odrolnieniu gruntu.
Do wręczenia jej, zdaniem szefa Centralnego Biura Antykorupcyjnego, nie doszło ze względu na demaskujący akcję „przeciek” informacji. Prokurator nie wyjaśnił tego, kto mógł być źródłem przecieku i jak do niego doszło. Podejrzenia objęły głównie ówczesnego ministra spraw wewnętrznych i administracji Janusza Kaczmarka, który – według prokuratora – miał w przededniu finału akcji przeprowadzonej przez agentów Centralnego Biura Antykorupcyjnego spotkać się z Ryszardem Krauze w hotelu Marriott w Warszawie, tuż przed jego spotkaniem z posłem na Sejm z ramienia Samoobrony Rzeczypospolitej Polskiej Lechem Woszczerowiczem. Ten zaś miał przekazać informację o prowokacji Andrzejowi Lepperowi. Dalej miała ona zostać przekazana Piotrowi Rybie przez Janusza Maksymiuka. 31 sierpnia 2007 roku prokurator ujawnił nagrania pochodzące z kamer zainstalowanych w hotelu oraz zapis pochodzący z podsłuchów telefonicznych rozmów przeprowadzonych przez Janusza Kaczmarka, Konrada Kornatowskiego, ówczesnego Komendanta Głównego Policji i prezesa Powszechnego Zakładu Ubezpieczeń Jaromira Netzla, na podstawie których wysunięto podejrzenia o takiej drodze przecieku.
Andrzej Lepper zaprzeczył temu, jakoby miał zostać uprzedzony za pośrednictwem Lecha Woszczerowicza. Stwierdził za to, że o akcji przeprowadzonej przez funkcjonariuszy Centralnego Biura Antykorupcyjnego dowiedział się od Zbigniewa Ziobry podczas rozmowy, którą odbyli w czerwcu 2007 roku. Zbigniew Ziobro rozmowę nagrał na dyktafon i przedstawił w prokuraturze jako dowód na to, że nie uprzedzał Andrzeja Leppera.

## Konsekwencje prawne
Prokurator przedstawił Piotrowi Rybie i Andrzejowi Kryszyńskiemu zarzuty płatnej protekcji. Sąd zastosował wobec nich obu środek zapobiegawczy w postaci tymczasowego aresztowania, a następnie zostali oni zwolnieni za poręczeniem majątkowym. Piotr Ryba spędził w areszcie śledczym prawie 12 miesięcy. 10 września 2008 roku Andrzej Kryszyński przyznał się do popełnienia zarzucanego mu czynu, podczas gdy Piotr Ryba odrzucił zarzuty, twierdząc, że został w całą sprawę wciągnięty przez Andrzeja Kryszyńskiego. 18 sierpnia 2009 roku Sąd Rejonowy w Warszawie obu oskarżonych uznał za winnych. Piotra Rybę skazał na karę 2 lat i 6 miesięcy pozbawienia wolności, a Andrzeja Kryszyńskiego na karę grzywny w wysokości 54 000 złotych.
6 października 2009 roku w związku z tą sprawą prokurator z Prokuratury Okręgowej w Rzeszowie postawił ówczesnemu Szefowi Centralnego Biura Antykorupcyjnego Mariuszowi Kamińskiemu zarzuty m.in. przekroczenia uprawnień i popełnienia przestępstw przeciwko wiarygodności dokumentów. Akt oskarżenia w tej sprawie został skierowany we wrześniu 2010 roku do sądu. Piotr Ryba i Andrzej Lepper otrzymali status osób pokrzywdzonych.
30 listopada 2009 roku prokurator z Prokuratury Okręgowej w Warszawie umorzył śledztwo w sprawie składania fałszywych zeznań przez Janusza Kaczmarka, Ryszarda Krauzego i Konrada Kornatowskiego.
24 maja 2010 roku Sąd Apelacyjny w Warszawie uchylił wyroki skazujące Piotra Rybę i Andrzeja Kryszyńskiego, a sprawę skierował do ponownego rozpoznania przez sąd niższej instancji.
31 sierpnia 2010 roku prokurator z Prokuratury Okręgowej w Warszawie przedstawił Andrzejowi Lepperowi zarzuty składania fałszywych zeznań w sprawie przecieku z afery gruntowej. W październiku 2010 roku akt oskarżenia w tej sprawie został skierowany do Sądu Rejonowego w Koszalinie. Proces w tej sprawie nie mógł się rozpocząć ze względu na niestawiennictwo Andrzeja Leppera na rozprawach, w wyniku czego w marcu 2011 roku sąd nakazał jego zatrzymanie i doprowadzenie siłą. Został on następnie umorzony ze względu na śmierć oskarżonego, do której doszło 5 sierpnia 2011 roku.
7 lutego 2012 media poinformowały o tym, iż zatrzymanie Janusza Kaczmarka dokonane w 2007 roku było legalne. Prokurator z Prokuratury Okręgowej w Rzeszowie z braku „ustawowych znamion czynu zabronionego” umorzył śledztwo dotyczące rzekomego przekroczenia uprawnień przez prokuratorów oraz funkcjonariuszy Centralnego Biura Antykorupcyjnego i Agencji Bezpieczeństwa Wewnętrznego przy zatrzymaniu m.in. b. ministra spraw wewnętrznych i administracji Janusza Kaczmarka.
13 listopada 2014 roku Sąd Rejonowy dla Warszawy-Śródmieścia uznał karę 2 lat i 6 miesięcy pozbawienia wolności wobec Piotra Ryby i karę grzywny w wysokości 54 000 złotych wobec Andrzeja Kryszyńskiego za adekwatne do społecznej szkodliwości czynu, jakim było powoływanie się na wpływy w tak wysokiej instytucji państwa, w uzasadnieniu sąd uznał, że działania podjęte przez oskarżonych były podstawą do wszczęcia operacji specjalnej przez agentów Centralnego Biura Antykorupcyjnego.
16 listopada 2015 roku prezydent RP Andrzej Duda ułaskawił 4 osoby związane z aferą gruntową: Mariusza Kamińskiego, Macieja Wąsika, Grzegorza Postka i Krzysztofa Brendela. Sąd Najwyższy w orzeczeniu z 31 maja 2017 roku uznał to ułaskawienie za bezprawne. Natomiast 17 lipca 2018 roku Trybunał Konstytucyjny orzekł (przy zdaniu odrębnym Leona Kieresa) to, że konstytucyjne prawo łaski, jako pojęcie szersze od ułaskawienia, obejmuje również akty abolicji indywidualnej.
20 grudnia 2023 roku Sąd Okręgowy w Warszawie, orzekając w II instancji, uznał prawomocnie Mariusza Kamińskiego i Macieja Wąsika za winnych popełnienia przestępstw w trakcie działań operacyjnych podczas afery gruntowej. 9 stycznia 2024 roku skazani zostali zatrzymani przez funkcjonariuszy Policji w Pałacu Prezydenckim. 11 stycznia 2024 roku prezydent Andrzej Duda zapowiedział wszczęcie postępowania ułaskawieniowego wobec Mariusza Kamińskiego i Macieja Wąsika. 23 stycznia 2024 roku prezydent RP Andrzej Duda wydał postanowienie w przedmiocie ułaskawienia Mariusza Kamińskiego i Macieja Wąsika, którzy w tym samym dniu po decyzji prezydenta RP opuścili zakłady karne.